# 東札幌駅 (国鉄)
東札幌駅（ひがしさっぽろえき）は、かつて北海道札幌市白石区東札幌（現・菊水7条4丁目）にあった日本国有鉄道（国鉄）千歳線および函館本線（貨物支線）の駅（廃駅）である。事務管理コードは▲131401。1969年（昭和44年）に廃止されるまでは定山渓鉄道定山渓鉄道線の接続駅でもあった。

## 概要
1926年（大正15年）、北海道鉄道が札幌線として沼ノ端 - 苗穂間を開業させた際、苗穂駅の手前に設置されたのが当駅である。なお、先行して白石 - 定山渓間の路線を1918年（大正7年）に開業させていた定山渓鉄道線も、同時に隣接して駅を設置している。北海道鉄道では定山渓鉄道との接続を考慮して線路を敷設したため、東札幌駅前後にS字状の急カーブを生じることとなった。
なお、定山渓鉄道では、1931年（昭和6年）に北海道鉄道の東札幌 - 苗穂間を直流電化し、直通乗り入れを開始、苗穂を運転上の拠点とするようになったことから、白石 - 東札幌間で運転されていた旅客列車の本数を削減（末期には日2往復）するようになり、結局、1945年（昭和20年）に不要不急線として廃止された。定山渓鉄道線そのものも、1957年（昭和32年）から自社製気動車で札幌駅までの乗り入れを果たすようになったが、不採算やバスとの競合、さらに札幌市営地下鉄の敷設計画もあり、1969年（昭和44年）に全線廃止されている。
その後、室蘭本線・千歳線（海線）が函館本線（山線）に代わり長万部 - 札幌間のメインルートとなったことや、札幌都市圏の拡大に伴い、千歳線の複線化が計画される。それに際し、南郷通の開かずの踏切や、前述したS字状の急カーブ（最小半径250 m）、そして大谷地 - 北広島間の最大15.2パーミルに及ぶ勾配区間を解消することと、更に1960年代に持ち上がった新札幌副都心計画の絡みもあり、1973年（昭和48年）、苗穂 - 北広島間のルートが現行の新札幌経由（苗穂 - 白石間は函館本線との重複区間）へ変更された。
これに伴い、旧線の月寒 - 北広島間、苗穂 - 東札幌間は廃止となり、月寒 - 東札幌駅間は1968年（昭和43年）に新設された東札幌 - 白石間の線路と共に函館本線へ編入され、貨物線となった。このとき、東札幌の旅客扱いは廃止され、当時の駅前にバス停があった札幌市営バスの苗穂駅前や白石駅前との間の路線が代替バスとされた。
なお、貨物駅化後も出札窓口が設けられ、末期に至るまで乗車券などの販売を行っていたといわれている。
1986年11月1日国鉄ダイヤ改正に伴い、業務を1968年（昭和43年）設置の札幌貨物ターミナル駅に移管するなどして、廃止された。

## 歴史

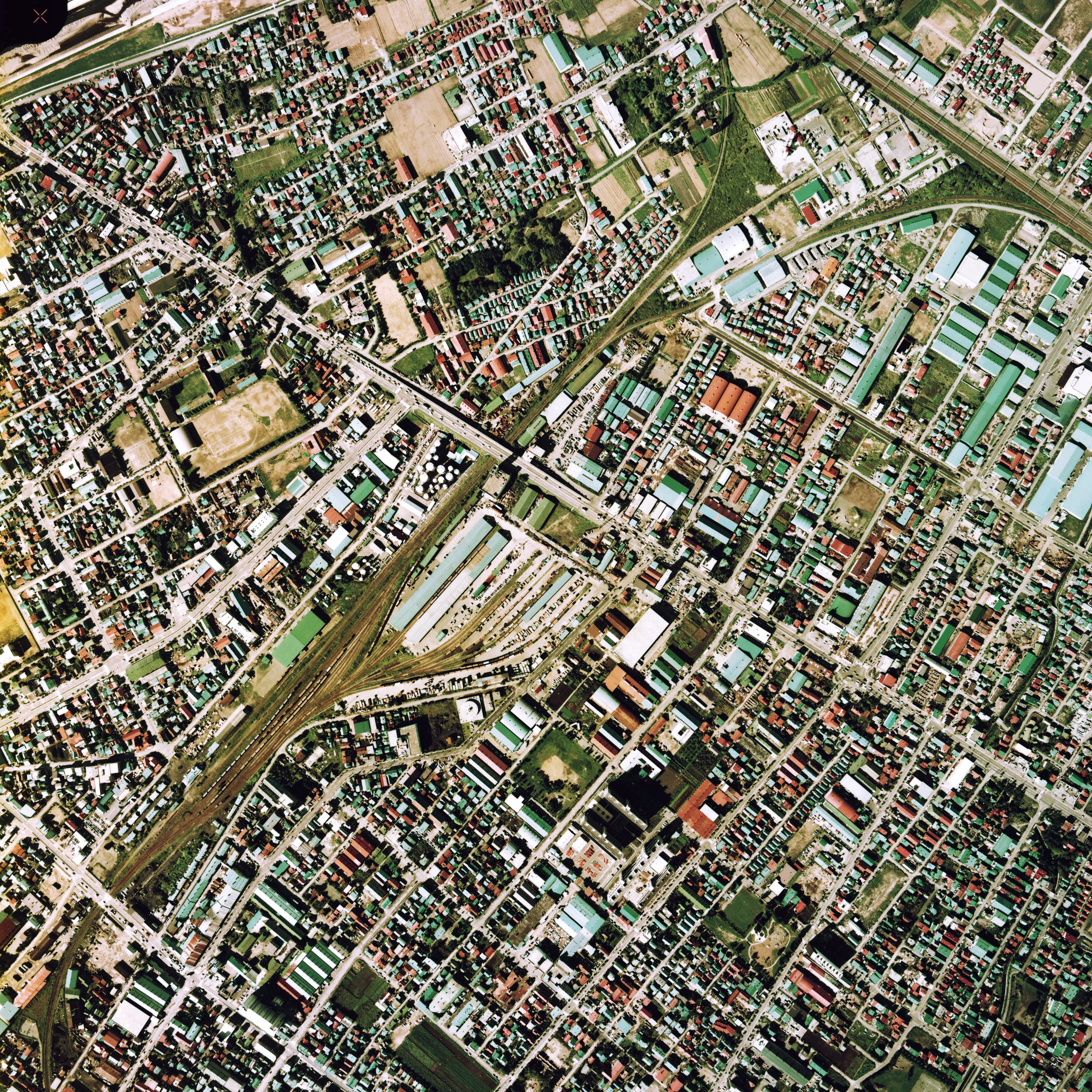
1976年、千歳線旧線廃止後に函館本線の貨物駅となった東札幌駅、周囲約1.75 km範囲。右上に函館本線。右上の上へ向かうのが札幌方面への連絡線で元々の千歳線旧線、右上の中は昭和30年代後半に設けられたホクレン倉庫とその北側に位置する共同石油/ゼネラル石油/出光興産の石油基地への専用線、右上の下は貨物駅となるに先立って貨物支線として設けられた白石方面への連絡線。二つの連絡線のうち札幌方面は、昭和48年の切り替えに伴い使われなくなった。下側は南東にある月寒駅へカーブして向かう、貨物線としてまだ使用されている旧線。このカーブの手前と途中の右側に踏切を挟んで石炭荷卸し線が2箇所、カーブの先（写真外）に富士セメント専用線がある。
写真左下近くに水色屋根の駅舎と駅前広場がまだ残っているが、ホームは判別できないほど荒れて放置されている。駅舎横の旧貨物ホームの北側に、灰色屋根の小口貨物ホームと広い緑屋根の農産品ターミナル、さらにその北にシェル石油/モービル石油の石油基地と専用線がある。構内は操車線群が拡大され、駅裏北側に一般車扱ホーム6面と小口混載ホーム2面を持つ貨物ターミナルが設置されるなど、貨物駅として整備されている。この貨物ターミナルの敷地をかつて白石駅からの定山渓鉄道が右上から本線側へ斜めに縦断し、駅舎の直ぐ左下の白い空地にあった短めの島式ホームから直進して左下へ向かっていたが、構内に小道状に残された跡以外の痕跡は無くなっている。

### 年表
- 1926年（大正15年）8月21日：北海道鉄道 (2代) 札幌線沼ノ端 - 苗穂間開業[4]に伴い、定山渓鉄道線との接続駅として開設[5]。
- 1931年（昭和6年）7月25日：定山渓鉄道が北海道鉄道の当駅-苗穂間を電化、電車乗り入れ[5]。
- 1943年（昭和18年）8月1日：北海道鉄道が戦時買収私鉄に指定され国有化。国有鉄道千歳線となる[4]。
- 1945年（昭和20年）3月1日：定山渓鉄道線の白石 - 当駅間が戦時下の不要不急線の指定を受けて廃止[5]。
- 1958年（昭和33年）10月：駅裏に小口混載積卸ホーム2面及び一般車扱貨物ホーム6面新設[6][7]。
- 1960年（昭和35年）頃：仕分線増強工事[6]。
- 1967年（昭和42年）3月：小口混載積卸ホーム増設[6][7]。
- 1968年（昭和43年）10月1日：函館本線貨物支線、白石 - 当駅間開業（同時に貨物駅・新札幌駅（現・札幌貨物ターミナル駅）開設。白石を経て接続される）[4]。
- 1969年（昭和44年）11月1日：定山渓鉄道線、当駅 - 定山渓間廃止[5]。
- 1973年（昭和48年）9月9日：千歳線線路付け替え。苗穂 - 当駅間・月寒 - 北広島間を廃止して東札幌 - 月寒間を函館本線貨物支線に編入[4]。旅客扱い廃止[8]。月寒との駅間距離を2.7 kmから2.8 kmに改キロ[8]。苗穂連絡を白石連絡に変更[5][7]。
- 1974年（昭和49年）10月1日：農産品ターミナル（倉庫及び側線）設置[9]
- 1976年（昭和51年）10月1日：当駅 - 月寒間廃止[8]。
- 1986年（昭和61年）11月1日：白石 - 当駅間廃止に伴い廃駅となる[8]。

## 駅構造
- 定山渓鉄道の廃止まで
  - 定山渓鉄道が運用されていた頃の駅構造は、駅表側に定山渓鉄道専用、駅裏側に千歳線専用の千鳥状にずれた島式ホーム2面4線で、駅舎の南から各ホーム端部に跨線橋で連絡していた。
- 旅客扱い廃止まで
  - 定山渓鉄道の廃止後は当鉄道のホームが撤去され、島式ホーム1面2線であった。

## 駅周辺
開業当初は社員の社宅や機関庫などの鉄道関連施設が広がる街並みであった。国有化後はこれらの施設が不要となり、跡地には貨物の積み込み施設ができて、商業地が広がった。旅客扱い時代から現在もある公共施設に北海道札幌方面白石警察署がある。貨物駅となった後の1976年に札幌市営地下鉄東西線東札幌駅が約300m南の南郷通沿いに開業している。

## 跡地
跡地は長らく国鉄清算事業団の保有地となっていたが、1997年（平成9年）に再開発のため札幌市へ譲渡された。
一時はドーム球場・仮称「ホワイトドーム」の建設構想があがり、1989年には豊平区八紘学園用地や東区東雁来屎尿処理場跡地や、白石区アクセスサッポロ東隣接地とともに建設候補地となり、札幌商工会議所を中心とした「ホワイトドーム推進会議」の提案書では東札幌と八紘学園が候補地として提示された。
その後旗振り役であった阿部文男元北海道開発庁長官の政治汚職事件（共和汚職事件）に関わっていた鉄骨メーカーがドーム建設計画への便宜を図っていたこともあり停滞し、その後1992年に札幌市が2002年FIFAワールドカップ開催地に立候補しホワイトドーム推進会議がサッカースタジアムに限らない多目的ドームの建設を要望し、1996年に札幌市が豊平区の農業試験場跡地でのドーム建設を決定し2001年（平成13年）の札幌ドーム完成に至った。
再開発用地（札幌コミュニケーションパークSORA）の約半分（北東側）に札幌コンベンションセンターなどが建てられ、残り半分（南西側）は大型商業施設用地として計画改定するも、同用地の土壌より有害物質（六価クロム）が見つかり、その除去作業や商業業者誘致の難航も絡み暫く開発が止まっていたが、2008年（平成20年）11月に大型商業施設「イーアス札幌」（後のラソラ札幌）の完成・オープンとなった。用地内定が決まるまで空き地となっていた場所は、しばらく当時のダイエー東札幌店の駐車場として無舗装で利用されていた。
東札幌駅から白石駅寄りに進んだところに国道12号があり、線路を跨いでいた「白石こ線橋」が廃線後も存在している。廃駅後しばらくは、南郷通を跨ぐ形でレールが市電さながらに道路上に残されており、貨物列車専用と記された二度と変わることのない信号機も残されていた。
末期は貨物駅として機能していた東札幌駅であるため、周囲には物流関係の倉庫などが多数あり、日本通運系の施設も多い。しかしこちらも最近はマンションなどへ建て替えられるケースが目立っている。

## 隣の駅
日本国有鉄道
千歳線
苗穂駅 - 東札幌駅 - 月寒駅
函館本線（貨物線）
白石駅 - 東札幌駅
定山渓鉄道
定山渓鉄道線
東札幌駅 - 豊平駅